# Mer de Goldthwait
La mer de Goldthwait est l'introduction de la mer dans le continent à la faveur du retrait des glaces dans l'estuaire et le golfe du Saint-Laurent, à l'Est du Québec et dans les provinces maritimes. 

## Présentation
Elle est nommée ainsi en hommage à James Walter Goldthwait (1880-1947), un éminent spécialiste du Quaternaire et professeur de géologie au Dartmouth College, qui a publié plusieurs études à son sujet au début du XXe siècle.
Cet épisode du Pléistocène et de l'Holocène, se déroule depuis 14 000 BP jusqu'à de nos jours, puisque les niveaux d'eau ne sont pas redescendus sous leurs niveaux antérieurs à la glaciation du Wisconsin.
La mer, qui a occupé une superficie de 25 000 km2 au Québec et une partie des Maritimes, a couvert d'importantes étendues entre les Escoumins et Blanc-Sablon sur la Côte-Nord, de Lévis à Tourelles sur la rive sud, ainsi que l'île d'Anticosti. Dans les autres régions de l'est du Québec, elle n'a pénétré que sur les côtes ainsi que sur de courtes distances dans les grandes vallées.
Le relèvement isostatique a été généralement rapide. Environ 75 % du soulèvement du continent est survenu au cours des 3000 années qui ont suivi la déglaciation. 